# Alya Gara
Pour les articles homonymes, voir Gara (homonymie).
Alya Gara, née le 11 juillet 2001, est une nageuse tunisienne.

## Carrière
Alya Gara est la fille de la nageuse Senda Gharbi. Elle est médaillée de bronze du 200 mètres quatre nages aux championnats d'Afrique juniors 2015 au Caire.
Elle remporte aux championnats d'Afrique 2018 à Alger la médaille de bronze du relais 4 x 200 mètres nage libre et la médaille de bronze du relais 4 x 100 m quatre nages mixte.
Elle est médaillée d'argent en 5 kilomètres en eau libre aux Jeux africains de plage de 2019 à Sal, derrière l'Algérienne Sara Moualfi et devant la Marocaine Ayat Allah Elanouar.